# Isla Gomera
L'Isla Gomera, anomenat també Naranjito, era un vaixell de càrrega a vapor espanyol construït el 1918, i enfonsat el 1946 davant del Cap de Palos. Construït a les drassanes de Cadis el 1918 amb el nom de Nadir, es tractava d'un vaixell de càrrega a vapor de 50 metres d'eslora i 665 tones de càrrega, de la sèrie IR. Inicialment, el Nadir va ser usat per la mateixa drassana per al transport de material de construcció des d'Anglaterra. El 1926 tota la sèrie IR és adquirida per una filial de CAMPSA, i reconvertida per al transport de petroli, passant el vaixell a ser rebatejat com a Magurio. I finalment el 1935 és venut a un armador privat, sent de nou reanomenat, aquesta vegada a Isla de Gomera, i destinat al transport de mercaderies en l'àmbit estatal.
El vaixell va sortir de Cartagena en direcció cap a Barcelona en les primeres setmanes d'abril de 1946, transportant un carregament de taronges. La nit del 13 al 14 d'abril de 1946, l'Isla Gomera naufragà a causa d'una via d'aigua a la part de babord del buc. La mar picada va provocar un desplaçament de la càrrega que va fer que el vaixell xoqués, i es va enfonsar ràpidament a menys d'una milla del port del cap de Palos. Els tripulants van ser rescatats.